# حسان أبين
حسان أبين نادي كرة قدم يمني يشارك في دوري الدرجة الثانية اليمني. يقع النادي في محافظة أبين. يعتبر ملعب الشهداء ملعبه الرئيسي. أفضل انجاز حققه هو حصوله على المركز الثاني في موسم 2006-2007.